# Ippolito Francesco Albertini
Ippolito Francesco Albertini (Crevalcore, 26 ottobre 1662 – Bologna, 26 marzo 1738) è stato un medico e anatomista italiano.
A Bologna fu allievo in Filosofia e Medicina di Giovanni Andrea Volpari e Marcello Malpighi, come assistente presso l'Ospedale di Santa Maria della Morte.
Fu professore universitario a Bologna, era rigorosamente contrario alla filosofia peripatetica e alla medicina galenica: fu fautore, a fianco di Francesco Torti, Sebastiano Valli e Onorato Fabbri, dell'affermazione della china come medicina.
Studioso di anatomia patologica, proseguì le ricerche di Malpighi sulla circolazione del sangue e intuì le cause dell'edema polmonare.